# 브렛 마이클스
브렛 마이클스(Bret Michaels, 1963년 3월 15일 ~ )는 미국의 가수이자 배우이다. 포이즌의 일원으로 활동하고 있다.